# Varanus nebulosus
Espèce
Synonymes
- Monitor nebulosus Gray, 1831
- Varanus bengalensis nebulosus (Gray, 1831)
- Varanus vietnamensis Yang & Liu, 1994
- Varanus bengalensis vietnamensis Yang & Liu, 1994

Statut CITES
Le Varan nébuleux, Varanus nebulosus, est une espèce de sauriens de la famille des Varanidae.

## Répartition
Cette espèce se rencontre :
- dans le sud de la Birmanie ;
- en Thaïlande ;
- au Cambodge ;
- dans le sud du Viêt Nam ;
- à Singapour ;
- en Malaisie péninsulaire ainsi que sur l'île de Tioman ;
- en Indonésie sur l'île de Java.

## Publications originales
- Gray, 1831 "1830" : A synopsis of the species of Class Reptilia. The animal kingdom arranged in conformity with its organisation by the Baron Cuvier with additional descriptions of all the species hither named, and of many before noticed, V Whittaker, Treacher and Co., London, vol. 9, Supplement, p. 1-110 (texte intégral).
- Yang & Liu, 1994 : Relationships among species groups of Varanus from southeastern Asia with description of a new species from Vietnam. Chinese zoological research, vol. 15, p. 11-15.